# Frederick C. Stevens
Pour les articles homonymes, voir Frederick Stevens et Stevens.
 (avril 2024).
La mise en forme du texte ne suit pas les recommandations de Wikipédia : il faut le « wikifier ».
Les points d'amélioration suivants sont les cas les plus fréquents :
- Les titres sont pré-formatés par le logiciel. Ils ne sont ni en capitales, ni en gras.
- Le texte ne doit pas être écrit en capitales (les noms de famille non plus), ni en gras, ni en italique, ni en « petit »…
- Le gras n'est utilisé que pour surligner le titre de l'article dans l'introduction, une seule fois.
- L'italique est rarement utilisé : mots en langue étrangère, titres d'œuvres, noms de bateaux, etc.
- Les citations ne sont pas en italique mais en corps de texte normal. Elles sont entourées par des guillemets français : « et ».
- Les listes à puces sont à éviter, des paragraphes rédigés étant largement préférés. Les tableaux sont à réserver à la présentation de données structurées (résultats, etc.).
- Les appels de note de bas de page (petits chiffres en exposant, introduits par l'outil «  Source ») sont à placer entre la fin de phrase et le point final[comme ça].
- Les liens internes (vers d'autres articles de Wikipédia) sont à choisir avec parcimonie. Créez des liens vers des articles approfondissant le sujet. Les termes génériques sans rapport avec le sujet sont à éviter, ainsi que les répétitions de liens vers un même terme.
- Les liens externes sont à placer uniquement dans une section « Liens externes », à la fin de l'article. Ces liens sont à choisir avec parcimonie suivant les règles définies. Si un lien sert de source à l'article, son insertion dans le texte est à faire par les notes de bas de page.
- La présentation des références doit suivre les conventions bibliographiques. Il est recommandé d'utiliser les modèles {{Ouvrage}}, {{Chapitre}}, {{Article}}, {{Lien web}} et/ou {{Bibliographie}}. Le mode d'édition visuel peut mettre en forme automatiquement les références.
- Insérer une infobox (cadre d'informations à droite) n'est pas obligatoire pour parachever la mise en page.

Pour une aide détaillée, merci de consulter Aide:Wikification.
Si vous pensez que ces points ont été résolus, vous pouvez retirer ce bandeau et améliorer la mise en forme d'un autre article.
Frederick C. Stevens, né le 5 juin 1856  dans la ville d'Attica et mort le 14 mars 1916, est un politicien américain membre du sénat américain pour l'État de New York. Il est surintendant des travaux publics et participe également à la législature de cet État 

## Début
Stevens fait ses études au Attica Collegiate Institute et l'Université Cornell, puis travaille pour une entreprise de chemin de fer dont son père est un des grands actionnaires, dans l'ouest des États-unis. Il retourne finalement à Attica et crée son entreprise, Maplewood Hackney Stud and Stock Farm. Il travaille également dans le secteur bancaire.

## Carrière
Il est membre du sénat de l'État de New York entre 1903 et 1906 et est également nommé président du Comité des routes et des ponts et est membre de la commission des finances, de l'agriculture, des villages, et des banques.
Stevens est également surintendant des travaux publics de 1907 à 1911 

## Vie personnelle
Stevens a quatre enfants avec Isabelle C. Sproule : Frederick Charles Jr., Robert Sproule, Marian et Helen Lee.
Stevens meurt le 14 mars 1916 à Attica.